# فونميلايو رانسوم-كوتي
فونميلايو رانسوم-كوتي (25 أكتوبر 1900 - 13 أبريل 1978) والمعروفة باسم فونميلايو أنيكولابو-كوتي، مدرسّة وناشطة سياسية وناشطة لحقوق المرأة وأرستقراطية تقليدية في نيجيريا. وخدمت نيجيريا بامتياز كواحدة من أبرز قادة جيلها. وكانت أيضًا أول امرأة في البلاد تقود سيارة. وُلدت باسم فرانسيس أبيجيل أولوفونميلايو توماس وكانت أول طالبة فتاة في مدرسة قواعد أبيوكوتا (وهي مدرسة ثانوية) التحقت بها بين عامي 1914 و1917. وأدى نشاط رانسوم-كوتي السياسي إلى  وصفها بأنها عميدة حقوق المرأة في نيجيريا إضافة إلى اعتبارها «أم أفريقيا». وكانت في وقت مبكر قوة جبارة في الدفاع عن حق المرأة النيجيرية في الاقتراع. ووُصفت من قبل جريدة الطيار الأفريقي الغربي في عام 1947 بأنها «لبؤة ليزابي» وذلك لقيادتها نساء شعب إيغا في حملة ضد الضرائب التعسفية. وأدّى هذا الصراع إلى تخلي الملك الكبير أوبا أديمولا الثاني عن الحكم في عام 1949.
كانت كوتي والدة النشطاء النيجيريين الموسيقي فيلا أنيكولابو كوتي والطبيب بيكو رانسوم-كوتي والبروفيسور أوليكوي رانسوم-كوتي وكان طبيبًا ووزير الصحة. وكانت رانسوم-كوتي أيضًا جدة للموسيقيين سيون كوتي وفيمي كوتي. وهي تحظى بتقدير كبير في بلدها نيجيريا لأعمالها البارزة التي قامت بها كامرأة أفريقية.

## حياتها
وُلدت فرانسيس أبيجيل أولوفونميلايو توماس في 25 أكتوبر 1900 في أبيوكوتا وكان أبوها الزعيم دانييل أولوميو توماس (1869 - 1954) وأمها لوكريتيا فيليس أوموييني أديوسولو (1874-1956) من عائلة جيبولو تايو. وكان والدها نجلًا لعبد معتوق اسمه إبنيزر سوبويل توماس من جمهورية سيرا ليون. الذي يعود تاريخ أجداده الموروث إلى أبيوكوتا والتي تعرف اليوم بولاية أوغون في نيجيريا. أصبح عضوًا في ملّة ومذهب الأنجليكان. وسرعان ما عاد إلى وطن زميله إيجباس.
آمن والدا فونميلايو رانسوم-كوتي بقيمة التعليم. حيث التحقت بمدرسة أبيوكوتا للقواعد لتكمل تعليمها الثانوي، ثم ذهبت إلى إنجلترا في وقت لاحق بهدف الحصول على المزيد من الدراسات. وعادت بعد فترة وجيزة إلى نيجيريا وشغلت منصب معلّمة فيها.
ثم تزوجت في 20 يناير من عام 1925 من القسيس إسرائيل أولودون رانسوم- كوتي. والذي دافع أيضًا عن عامة الشعب في بلده وكان أحد مؤسسي اتحاد المعلمين وفي نيجيريا واتحاد الطلاب النيجيري. ونظمت فونميلايو رانسوم- كوتي دروسًا لمحو الأمية للنساء في أوائل العشرينيات من القرن الماضي وأنشأت مدرسة حِضانة في الثلاثينيات. وأسست نادي أبيوكوتا للسيدات (ALC) لتعليم النساء كيفية الانضمام للأعمال الخيرية في عام 1942. كما وأطلقت حملة الرعاية الاجتماعية لنادي السوق النسائي للمساعدة على تثقيف نساء الطبقة العاملة وبذلك تكون أول من شكّل برنامجًا تعليميًا للبالغين النساء في نيجيريا.
وحصلت رانسوم- كوتي على وسام الشرف الوطني لعضويتها في وسام النيجر في عام 1965. وقد مُنحت درجة الدكتوراه الفخرية في القانون من جامعة إيبدان في عام 1968. كما وشغلت منصبًا في مجلس الرؤساء الغربي في نيجيريا بصفتها رئيسًا لشعب يوروبا.

## نشاطاتها
كانت رانسوم- كوتي معروفة طوال حياتها المهنية كمعلمة وناشطة. وحققت قيادة ديناميكية لحقوق المرأة برفقة الناشطة إليزابيث أديكوغبي في الخمسينيات. وأسست منظمة للنساء في أبيوكوتا سُمّيت باتحاد نساء أبيوكوتا بسجل عضوية شمل أكثر من 20 ألف فردًا متجاوزًا النساء المتعلمات والأميات.

### حقوق المرأة
بدأت فونميلايو رانسوم -كوتي مشاركتها الفعالة في الحركة النسوية عندما أنشأت نادي أبيوكوتا للسيدات (ALC)، والذي أصبح فيما بعد الاتحاد النسائي في أبيوكوتا ((AWU. وأسست مجموعة لترويج المساواة بين الجنسين ولرفع الوعي ضد الظلم التي تتعرض له المرأة. حيث بدأ النادي مع نساء الطبقة المتوسطة والطبقة العاملة من المتعلمات الغربيات. ولكن سرعان ما توسع ليصبح سوقًا نسائيًا. وسرعان ما أصبحت أكثر من 100 ألف امرأة جزءًا من هذه المنظمة عندما توسعت مرة أخرى ليصبح الاتحاد النسائي النيجيري (NWU). وقد توسعت المنظمة مرة أخيرة وأصبحت تُعرف باسم اتحاد جمعيات المرأة النيجيرية (FNWS) وناضلت المنظمة بقيادة كوتي من أجل المساواة لصالح النساء في جميع المجالات.
أطلقت رانسوم -كوتي منظمة للوعي العام عندما جمعت النساء في مظاهرة ضد ضوابط الأسعار التي كانت تضر بالسوق النسائي. حيث كانت التجارة واحدة من المهن الأساسية للمرأة في ذلك الوقت. كما كانت تقود احتجاجات لا حصر لها ضد نيجيريا وأبيوكوتا. وكان أول احتجاج مشهور في عهدها في عام 1948 عندما قادت مظاهرة في أبيوكوتا ضد الضريبة المفروضة على النساء. أغضبت هذه الضريبة الجديدة رانسوم- كوتي ليس بسبب كونها قائمة على التحيّز الجنسي ولكن أيضًا بسبب عدم تمثيل النساء في الحكومة في ذلك الوقت. وسيطرت على قصر الحاكم لمدة عامين حتى رُفعت الضريبة في نهاية المطاف. وقادت احتجاجًا ضد السلطات المحلية وخاصة ضد الملك أليك في إيجبالاند.
وقدمت وثائق تزعم ممارسة السلطة التعسفية من قبل الملك أليك الذي مُنح حق تحصيل الضرائب من قبل حكومة دولته المهيمنة المستعمرة، حكومة المملكة المتحدة. ثم تخلى عن الحكم لفترة من الوقت بسبب القضية. وأشرفت على إبطال رسوم الضرائب المنفصلة من أجل النساء. وأسست اتحاد جمعيات النساء النيجيريات الذي شكّل لاحقًا تحالفًا مع الاتحاد النسائي الديمقراطي الدولي.
قامت رانسوم -كوتي بحملة لدعم أصوات النساء. وكانت لسنوات عديدة عضوًا في المجلس الوطني لنيجيريا والكاميرون (NCNC)، لكنها أُبعدت لاحقًا عندما لم تُنتخب للمقعد البرلماني الفيدرالي. وكانت أمينة صندوق ورئيسة تالية لرابطة نساء المجلس الوطني لنيجيريا والكاميرون الغربية. تضاءل صوتها السياسي بعد إيقافها واستبعادها بسبب توجيه السياسة الوطنية حيث كان كل من الأعضاء الأكثر نفوذًا في المعارضة أولولو وأديغبنرو على مقربة من دعمها. ورغم ذلك، واصلت رانسوم- كوتي نشاطها. وكانت واحدة من النساء القلائل المنتخبات لعضوية مجلس الرؤساء في الخمسينيات. وكانت واحدة من أكثر الهيئات تأثيرًا في وطنها في ذلك الوقت.
أسست رانسوم -كوتي الاتحاد النسائي في إيجبا وأبيوكوتا إلى جانب غريس إنيولا سوينكا (أخت زوجها ووالدة وول سوينكا الحائز على جائزة نوبل). ويقال إن هذه المنظمة كانت تضم في عضويتها أكثر من 20 ألف امرأة. ونظمت رانسوم- كوتي من بين الأشياء الأخرى ورشات عمل للسوق النسائي للنساء الأميات. وواصلت حملتها ضد الضرائب وضوابط الأسعار.

### حظر السفر
سافرت رانسوم-كوتي على نطاق واسع خلال الحرب الباردة وقبل استقلال بلدها وهذا ما أثار غضب الحكومات النيجيرية والبريطانية والأمريكية نتيجة لاتصالاتها مع الكتلة الشرقية. وتضمن ذلك سفرها إلى الاتحاد السوفييتي السابق والمجر والصين حيث قابلت هناك ماو تسي تونغ. ومع حلول عام 1956 لم يُجدّد جواز سفرها من قبل الحكومة بسبب ما قيل أنها «من المعتقد أنها تنوي التأثير على النساء بأفكار وسياسات شيوعية». وقد رُفض طلبها بالحصول على تأشيرة للولايات المتحدة الأمريكية لأن الحكومة الأمريكية زعمت أنها شيوعية.
كما وأسست رانسوم-كوتي حزب عامة الشعب قبل الاستقلال في محاولة لتحدي المجلس الوطني الحاكم لنيجيريا والكاميرون لإنكارهم في النهاية للنصر في منطقتها. وحصلت على 4665 صوتًا مقابل 9755 صوتًا للمجلس الوطني لنيجيريا والكاميرون، ما أدّى لفوز فريق عمل المعارضة الذي حصل على 10443 صوتًا. وكانت أحد المندوبين الذين تفاوضوا مع الحكومة البريطانية بشأن استقلال نيجيريا.

## موتها
عندما كبرت بالسن أصبح نشاط أبنائها الثلاثة طاغيًا على نشاطها. الذين عملوا على معارضة فعالة لمختلف الدكتاتوريات العسكرية النيجيرية. ففي عام 1978، أُلقيت رانسوم-كوتي من نافذة في الطابق الثالث من مجمّع ابنها فيلا، وهي كوميونة (مجتمع متعمد) معروفة باسم جمهورية كالاكوتا، وحدث ذلك عندما اقتحمها ألف من أعضاء القوات العسكرية المسلحة والذي أدى إلى دخولها في غيبوبة في فبراير من ذلك العام ثم توفيت في 13 إبريل من عام 1978 متأثرة بإصابتها.
بعد وفاة رانسوم-كوتي، أخذ فيلا تابوتها وسافر حوالي عشرين كيلومترًا إلى ثكنات دودان في مدينة لوجوس (وهناك يقع المقر العسكري الأعلى في نيجيريا آنذاك)، تاركًا تابوتها عند البوابة ليُخجل ويعيب الحكومة. وروى أحداث الغزو وفاتها وحركة التابوت في أغنيته «التابوت لرئيس الدولة».

## جدل اقتراح ورقة نقدية من فئة الـ5000
اقترحت الحكومة النيجيرية إدراج صورة رانسوم-كوتي على ورقة العملة الجديدة من فئة الخمسة آلاف في عام 2012. وصرّح حفيد رانسوم-كوتي الموسيقي سيون كوتي لوسائل الإعلام أنه وجد الاقتراح أقل ما يمكن أن يقال أنه مثير للسخرية في ظل دور الحكومة في موت جدته وذلك في أغسطس من ذلك العام، وقال كوتي لعائلته إنه لم يتلق أي اعتذار عن الإساءة الموجهة لمجّمعهم مع تصريحات رسمية للحكومة تعلن أن رانسوم-كوتي قد هوجمت من قبل «1000 جندي مجهول». وفي تاريخ 3 سبتمبر عام 2012 لم تستجب الحكومة النيجيرية لطلبه ولم تعتذر. ما أدى إلى تشكّل العديد من مجموعات الاحتجاج على وسائل التواصل الاجتماعي والذي زاد الضغط على اعتذر الحكومة. وقد سُحب اقتراح الورقة النقدية من فئة الـ5000 لاحقًا من قبل الحكومة النيجيرية.

## إنجازاتها
- شاركت في مؤتمرات ما قبل الاستقلال والتي وضعت الأساس للجمهورية النيجيرية الأولى.
- إحدى النساء المعيّنات في مجلس رؤساء القبائل الأصليين كرئيسة (أولويه) لشعب اليوروبا.
- عضو في المجلس الوطني لنيجيريا والكاميرون.
- أمينة صندوق ورئيسة جمعية المرأة الغربية في المجلس الوطني لنيجيريا والكاميرون.
- رئيسة اتحاد نساء أبيكوتا من عام 1946 حتى 1978.
- زعيمة حزب عامة الشعب.
- زعيمة الاتحاد النسائي النيجيري.
- أول امرأة تقود سيارة في نيجيريا.
- حائزة على جائزة لينين للسلام في عام 1970.

## الأوسمة والتصوير الثقافي
وُصفت فونميلايو رانسوم-كوتي في فيلم مُصور يدعى بـ 1 أكتوبر من قبل ديولا ساجو عام 2014.
وتُعد رانسوم-كوتي واحدة من أبرز الشخصيات في تاريخ نيجيريا وقد ألهمت النساء من خلال أعمالها الشجاعة في جميع أنحاء نيجيريا وكان أبرزها معركتها من أجل النساء في البلاد. ويقول البعض إنها مهدت الطريق أمام النساء لحياة أفضل في نيجيريا.